# The Hep Stars

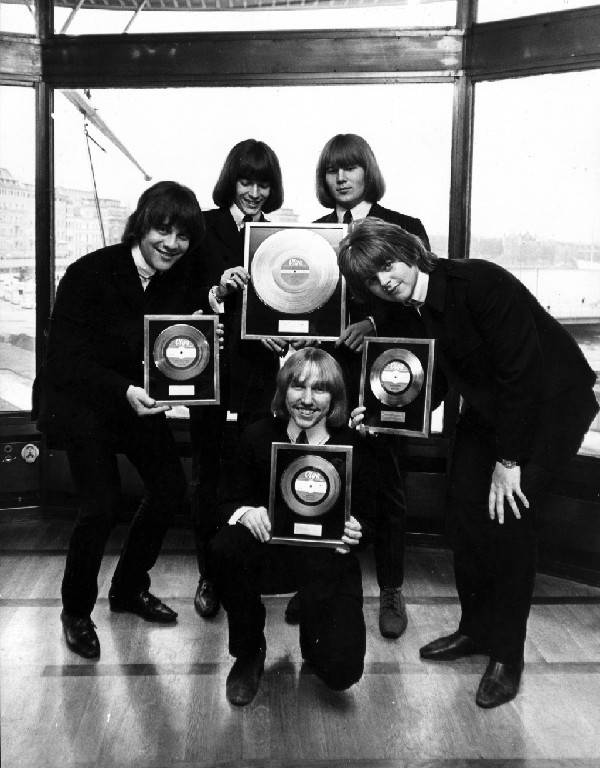
The Hep Stars

De Hep Stars was een Zweedse popgroep die werd gevormd in 1963. De groep behoorde tot de meeste succesvolle Zweedse groepen van de jaren zestig. Toetsenist van de groep was Benny Andersson, die later lid zou worden van ABBA. De overige leden waren zanger Svenne Hedlund, Janne Frisk op gitaar, Christer Petterson op drums en Lelle Hegland op basgitaar. Hedlund en Andersson verlieten de groep in 1969.
Tot hun hits behoren I natt jag drömde, Mike Berry's Tribute to Buddy Holly, Malaika, Wedding, Consolation, Cadillac, Farmer John, No Response en het nummer Sunny Girl dat zowel in de Veronica Top 40 als de Parool Top 20 de 4e plaats bereikte.

## NPO Radio 2 Top 2000
| Nummer met noteringen in de NPO Radio 2 Top 2000 | '99  | '00  | '01  | '02  | '03  |
| ------------------------------------------------ | ---- | ---- | ---- | ---- | ---- |
| Sunny Girl                                       | 1733 | 1635 | 1681 | 1888 | 1955 |

1. ↑  Een vetgedrukt getal geeft de hoogste notering aan.
2. ↑  Deze tabel is bijgewerkt tot en met de laatste editie (2024).